# Davi Arianita
Davi Arianita (em grego: Δαυίδ Ἀρ[ε]ιανίτης; romaniz.: Davíd Ar[e]ianites) foi um alto comandante bizantino do começo do século XI.

## Vida

### Origem

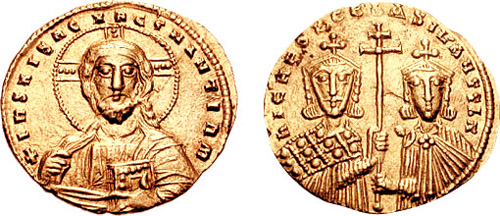
Histameno de r. e r.

Império Bizantino em 1045

A origem do sobrenome de Arianita é incerta e diferentes teorias tem sido propostas, indo desde várias derivações antroponímicas e toponímicas da palavra indo-europeia arya para o nome da tribo ilíria menor dos arinistas/armistas. A família é, portanto, diversamente considerada como tendo sido de, possivelmente, origem albanesa ou iraniana. Davi é geralmente considerado o primeiro membro do clã Arianiti ativo na Albânia medieval tardia, mas a conexão não pode ser verificada devido a ausência de fontes. Constantino Arianita, o magistro e duque de Adrianópolis foi possivelmente seu filho ou parente próximo.

### Carreira
Davi aparece pela primeira vez em 999/1000, mantendo o posto de patrício. Naquele ano foi nomeado pelo imperador bizantino Basílio II Bulgaróctono (r. 976–1025) como duque de Salonica (ou possivelmente, embora isso não é explicitamente alegado, doméstico das escolas do Ocidente) em sucessão de Nicéforo Urano, que foi transferido para governar Antioquia. Ele provavelmente permaneceu no posto até c. 1014, quando Teofilacto Botaniates é atestando como titular.
Em 1016, Arianita foi incumbido com a missão de capturar a fortaleza búlgara de Estrúmica, durante a qual também capturou a fortaleza de Térmica. Em 1017, Basílio II invadiu a Bulgária com um grande exército incluindo mercenários rus'. Seu objetivo foi a cidade de Castória que controlava a rota entre Tessália e a costa da moderna Albânia. Ele enviou partes de seu exército sob o comando de Constantino Diógenes e Davi Arianita para saquear a Pelagônia. O próprio Basílio II conseguiu capturar vários castelos búlgaros menores, mas todas as tentativas de sitiar Castória mantiveram-se fúteis.
Após a morte do imperador búlgaro João Vladislau (r. 1015–1018) em fevereiro de 1018 e o colapso da resistência búlgara, Basílio II instalou Davi Arianita como estratego autocrator de Escópia (Skopje) e catepano da conquistada Bulgária, o que implica poderes de comando sobre os outros estrategos regionais no norte dos Bálcãs (Sirmio com Ráscia e Dirráquio).